# مارک بوسنیچ
مارک بوسنیچ (به انگلیسی: Mark Bosnich) (زادهٔ ۱۳ ژانویه ۱۹۷۲ در سیدنی) بازیکن ملی‌پوش سابق فوتبال، اهل استرالیا می‌باشد. وی سابقهٔ بازی در تیم‌های مطرح منچستر یونایتد، استون ویلا و چلسی را نیز دارد.
او ۱۷ بازی ملی برای تیم ملی فوتبال استرالیا انجام داده است و ۱ گل ملی که از نقطهٔ پنالتی به ثمر رسانده است، در کارنامهٔ خود دارد.

## افتخارات

### باشگاهی
استون ویلا
- کارلینگ کاپ (۲): ۹۴‍–۱۹۹۳ و ۹۶–۱۹۹۵

 منچستر یونایتد
- لیگ برتر انگلستان (۱): ۲۰۰۰–۱۹۹۹
- جام بین‌قاره‌ای (۱): ۱۹۹۹

### فردی
- بازیکن سال فوتبال اقیانوسیه: ۱۹۹۹

## آمار بازی‌های ملی
| تیم ملی استرالیا | تیم ملی استرالیا | تیم ملی استرالیا |
| سال              | تعداد بازی       | تعداد گل         |
| ---------------- | ---------------- | ---------------- |
| ۱۹۹۳             | ۳                | ۰                |
| ۱۹۹۶             | ۲                | ۰                |
| ۱۹۹۷             | ۱۱               | ۱                |
| ۲۰۰۰             | ۱                | ۰                |
| مجموع            | ۱۷               | ۱                |

## بازی‌های ملی
| #  | تاریخ          | مکان                    | حریف          | نتیجه | نتیجه | مسابقات                       |
| -- | -------------- | ----------------------- | ------------- | ----- | ----- | ----------------------------- |
| ۱  | ۳۰ مه ۱۹۹۳     | آوکلند، نیوزیلند        | نیوزیلند      | ۱–۰   | برد   | مقدماتی جام جهانی فوتبال ۱۹۹۴ |
| ۲  | ۶ ژوئن ۱۹۹۳    | ملبورن، استرالیا        | نیوزیلند      | ۳–۰   | برد   | مقدماتی جام جهانی فوتبال ۱۹۹۴ |
| ۳  | ۳۱ اکتبر ۱۹۹۳  | سیدنی، استرالیا         | آرژانتین      | ۱–۱   | تساوی | مقدماتی جام جهانی فوتبال ۱۹۹۴ |
| ۴  | ۲۷ مارس ۱۹۹۶   | گلاسگو، اسکاتلند        | اسکاتلند      | ۰–۱   | باخت  | بازی دوستانه                  |
| ۵  | ۲۴ آوریل ۱۹۹۶  | آنتوفاگاستا، شیلی       | شیلی          | ۰–۳   | باخت  | بازی دوستانه                  |
| ۶  | ۱۲ مارس ۱۹۹۷   | اسکوپیه، جمهوری مقدونیه | مقدونیه شمالی | ۱–۰   | برد   | بازی دوستانه                  |
| ۷  | ۱۱ ژوئن ۱۹۹۷   | سیدنی، استرالیا         | جزایر سلیمان  | ۱۳–۰  | برد   | مقدماتی جام جهانی فوتبال ۱۹۹۸ |
| ۸  | ۱۹ ژوئن ۱۹۹۷   | سیدنی، استرالیا         | تاهیتی        | ۲–۰   | برد   | مقدماتی جام جهانی فوتبال ۱۹۹۸ |
| ۹  | ۲۸ ژوئن ۱۹۹۷   | آوکلند، نیوزیلند        | نیوزیلند      | ۳–۰   | برد   | مقدماتی جام جهانی فوتبال ۱۹۹۸ |
| ۱۰ | ۶ ژوئیه ۱۹۹۷   | سیدنی، استرالیا         | نیوزیلند      | ۲–۰   | برد   | مقدماتی جام جهانی فوتبال ۱۹۹۸ |
| ۱۱ | ۲۲ نوامبر ۱۹۹۷ | تهران، ایران            | ایران         | ۱–۱   | تساوی | مقدماتی جام جهانی فوتبال ۱۹۹۸ |
| ۱۲ | ۲۹ نوامبر ۱۹۹۷ | ملبورن، استرالیا        | ایران         | ۲–۲   | تساوی | مقدماتی جام جهانی فوتبال ۱۹۹۸ |
| ۱۳ | ۱۴ دسامبر ۱۹۹۷ | ریاض، عربستان سعودی     | برزیل         | ۰–۰   | تساوی | جام کنفدراسیون‌ها ۱۹۹۷         |
| ۱۴ | ۱۶ دسامبر ۱۹۹۷ | ریاض، عربستان سعودی     | عربستان سعودی | ۰–۱   | باخت  | جام کنفدراسیون‌ها ۱۹۹۷         |
| ۱۵ | ۱۹ دسامبر ۱۹۹۷ | ریاض، عربستان سعودی     | اروگوئه       | ۱–۰   | برد   | جام کنفدراسیون‌ها ۱۹۹۷         |
| ۱۶ | ۲۱ دسامبر ۱۹۹۷ | ریاض، عربستان سعودی     | برزیل         | ۰–۶   | باخت  | جام کنفدراسیون‌ها ۱۹۹۷         |
| ۱۷ | ۲۳ فوریه ۲۰۰۰  | بوداپست، مجارستان       | مجارستان      | ۳–۰   | برد   | بازی دوستانه                  |

## گل‌های ملی
| # | تاریخ        | مکان            | حریف         | نتیجه | نتیجه | مسابقات                |
| - | ------------ | --------------- | ------------ | ----- | ----- | ---------------------- |
| ۱ | ۱۱ ژوئن ۱۹۹۷ | سیدنی، استرالیا | جزایر سلیمان | ۱۳–۰  | برد   | مقدماتی جام جهانی ۱۹۹۸ |